# La Route (film, 2001)
Pour les articles homonymes, voir La Route.
Pour plus de détails, voir Fiche technique et Distribution.
La Route (Jol) est un film kazakh sorti en 2001.

## Fiche technique
- Titre original : Jol
- Titre français : La Route
- Réalisation : Darezhan Omirbaev
- Scénario : Darezhan Omirbaev et Limara Zjeksembajeva
- Pays d'origine :  Kazakhstan
- Format : couleurs - 35 mm
- Genre : drame
- Durée : 85 minutes
- Date de sortie : 2001

## Distribution
- Jamshed Usmonov : Amir Kobessov
- Saule Toktybayeva : mère d'Amir
- Alnur Turgambayeva : femme d'Amir
- Magjane Omirbayev : fils d'Amir / Amir enfant
- Valeria Gouliaeva : Veronika, la serveuse
- Valeri Skoribov : agent de la censure
- Moukhamedjane Alpisbaev : ami d'école d'Amir
- Serik Aprymov : le frère vengeur